# 소야초등학교
소야초등학교는 대한민국 강원특별자치도 속초시에 있는 초등학교다.

## 학교 연혁
- 1999.10.20 신설학교 설립 확정
- 2002.04.30 학교 명칭 확정(소야초등학교)
- 2002.09.01 소야초등학교 개교(14학급 편성)
- 2002.10.04 개교 기념식
- 2003.03.03 2003학년도 시업식 및 입학식(18학급)
- 2003.03.12 병설유치원 개원
- 2007.10.25 강원도교육청 급식연구 학교공개보고회
- 2010.02.10 제7회 졸업식 (졸업생 총수 805명)
- 2011.02.15 제8회 졸업식 (졸업생 총수 944명)
- 2011.03.01 22학급 편성(특수 1)
- 2011.09.01 제4대 이상집 교장 부임
- 2012.02.09 제9회 졸업식(졸업생 총수: 1078명)
- 2012.09.01 제5대 최종하 교장 부임
- 2013.02.14 제10회 졸업식 (졸업생 총수: 1,221명)
- 2013.03.01 20학급 편성 (특수 1)
- 2013.03.01 유치원 2학급 편성
- 2014.02.17 제11회 졸업식(졸업생 총수: 1,346명)
- 2014.03.01 제6대 장영수 교장 부임